# National League Cup
De National League Cup (voorheen bekend als Conference League Cup) is een bekertoernooi voor clubs uit de National League en onder-21-teams uit de Premier League 2.
Het toernooi start met vier groepen van elk vier National League- en vier Premier League 2-teams, waarbij elk National League-team vier thuiswedstrijden speelt tegen de onder-21-teams in hun groep. De beste twee teams uit elke groep gaan door naar de kwartfinales.

## Geschiedenis
De Conference League Cup ging gelijktijdig met de oprichting van de Football Conference, in 1979-80, van start en bestond tweeëntwintig seizoenen voordat hij werd afgeschaft aan het einde van het seizoen 2000-01 . 
Het keerde kort terug voor het seizoen 2004-05, in de vorm van de Conference Challenge Cup, maar na een slechte respons werd opnieuw overeengekomen om de competitie niet te vernieuwen voor het volgende seizoen. 
Met Blue Square als nieuwe competitiesponsor voor de start van het seizoen 2007-08 twee seizoenen later, werd de herintroductie van de competitie aangekondigd, gepland om dat jaar te beginnen. Op 23 juni 2009 kwam Setanta, de sponsor van de Conference League Cup, in financiele problemen en deed de uitzendrechten van de hand. Het toernooi is sinds 2009 niet meer gehouden; een deel van de reden hiervoor is de opname van National League (Conference)-clubs in de Football League Trophy.
In het seizoen 2024/25 werd de competitie nieuw leven ingeblazen onder de naam National League Cup. 32 teams namen deel, waarvan 16 teams uit de National League en 16 teams uit de Premier League 2. Leeds United onder 21 werd de eerste winnaar sinds de herstart, door in de finale Sutton United te verslaan.

## Winnaars
| Seizoen                   | Winnaar                | Tweede plaats          |
| ------------------------- | ---------------------- | ---------------------- |
| Bob Lord Challenge Trophy |                        |                        |
| 1979–80                   | Northwich Victoria     | Altrincham             |
| 1980-81                   | Altrincham             | Kettering Town         |
| 1981-1982                 | Weymouth               | Enfield                |
| 1982-83                   | Runcorn                | Scarborough            |
| 1983–84                   | Scarborough            | Barnet                 |
| 1984-85                   | Runcorn                | Maidstone United       |
| 1985-86                   | Stafford Rangers       | Barnet                 |
| 1986-1987                 | Kettering Town         | Hendon                 |
| 1987-1988                 | Horwich KMI            | Weymouth               |
| 1988-89                   | Barnet                 | Hyde United            |
| 1989-90                   | Yeovil Town            | Kidderminster Harriers |
| 1990-1991                 | Sutton United          | Barrow                 |
| 1991-1992                 | Wycombe Wanderers      | Runcorn                |
| 1992-1993                 | Northwich Victoria     | Wycombe Wanderers      |
| 1993-1994                 | Macclesfield Town      | Yeovil Town            |
| 1994-1995                 | Bromsgrove Rovers      | Kettering Town         |
| 1995-96                   | Bromsgrove Rovers      | Macclesfield Town      |
| 1996-97                   | Kidderminster Harriers | Macclesfield Town      |
| 1997-1998                 | Morecambe              | Woking                 |
| 1998-99                   | Doncaster Rovers       | Farnborough Town       |
| 1999-2000                 | Doncaster Rovers       | Kingstonian            |
| 2000-01                   | Chester City           | Kingstonian            |
| Conference Cup            |                        |                        |
| 2004-05                   | Woking                 | Stalybridge Celtic     |
| Setanta Schild            |                        |                        |
| 2007-08                   | Aldershot Town         | Rushden & Diamonds     |
| 2008-09                   | AFC Telford United     | Forest Green Rovers    |
| National League Cup       |                        |                        |
| 2024-25                   | Leeds United -21       | Sutton United          |

Bron: (let op: bron vermeldt geen finales voor 1986-1987 tot 1988-1989)